# Основателям крепости Димитрия Ростовского
«Основателям крепости Димитрия Ростовского» — памятник в центре Ростова-на-Дону в честь основателей города: руководителя строительства Ростовской крепости Александра Ригельмана, первого коменданта Ивана Сомова, таможенного управителя Василия Хастатова, командующего Донским войском Данила Ефремова и его адъютанта — доломановского казака. Открытие памятника работы скульптора С. Олешне и архитектора В. Фоменко состоялось 15 декабря 2009 году и было приурочено к 260-летнему юбилею Ростова-на-Дону. Скульптурная композиция установлена на том месте, где находилась крепость святого Димитрия Ростовского.
Памятник представляет собой массивную отлитую из бронзы пятитонную скульптурную композицию, состоящую из пяти фигур. На ней запечатлен момент обсуждения плана строительства будущей крепости, с которой началась история Ростова-на-Дону. Проект выполнен скорее в стиле городской скульптуры, нежели традиционного памятника. Небольшой постамент лишь слегка поднимается над уровнем улицы. Причём сам постамент встроен в невысокую четырёхступенчатую лестницу, ведущую на площадку, над которой он возвышается всего на несколько десятков сантиметров. Атаман Ефремов изображён сидящим на трофейной пушке, казак держит развевающееся знамя. Остальные герои композиции чуть склонились над рельефным планом 12-угольной крепости.
Отражение памятником реальной истории становилось предметом критики, поскольку проект крепости был разработан в Санкт-Петербурге в 1740-50-х годах специальной комиссией ведущих военных инженеров, к которым  А.И. Ригельман тогда не относился. Будучи инженер-капитаном, Ригельман был прислан на Дон в качестве руководителя строительства, который был обязан воплотить в жизнь высочайше утверждённый проект крепости, и полномочий с кем-либо обсуждать это проект не имел. Комендант крепости бригадир И. Сомов всего лишь командовал ее гарнизоном, а остальные люди, изображенные скульптором, вообще не имели никакого отношения к ее строительству. Более того - атаман Д. Ефремов умер за год до основания крепости  .